# El Punt Avui
El Punt Avui és un diari de Catalunya editat en català fruit de la fusió dels diaris El Punt i Avui, que va aparèixer el dia 31 de juliol del 2011. Té una edició impresa en paper i una pàgina web. Compta amb una edició nacional i una altra de pròpia per a les comarques gironines.
El diari en paper Avui va sortir al carrer el 23 d'abril de 1976 com a diari difós a tots els Països Catalans i el diari El Punt ho va fer el 24 de febrer de 1979 com a diari comarcal de la zona d'influència de Girona.
Segons la tercera onada del 2011 del Baròmetre de la Comunicació i la Cultura, que va del juliol del 2010 al juny del 2011, els dos rotatius tenen en total 295.000 lectors, una xifra que suposa un augment anual del 6,1%. Pel que fa a l'edició electrònica, té una difusió mitjana de 640.000 usuaris únics mensuals.

## Història
El 27 de novembre del 2009, el diari El Punt (Hermes Comunicacions) va adquirir el diari Avui amb la compra del 100% de les accions de la Corporació Catalana de Comunicació, l'editora de l'Avui des del 2004. D'aquesta manera naixia el primer gran grup de comunicació escrita en català, que comptava amb 54.000 exemplars cada dia al carrer i més de 600.000 lectors a internet. Amb aquesta fusió editorial, el diari El Punt i Avui van compartir web i alguns escrits en paper. Finalment, el 31 de juliol de 2011 van unificar les capçaleres dels dos diaris amb la sortida del diari El Punt Avui, amb l'objectiu de convertir el nou diari en el tercer més llegit a Catalunya, després de La Vanguardia i El Periódico de Catalunya. El juny 2015 va estrenar una nova seu al Carrer Güell, de Girona, i va incorporar un plató televisiu i una sala d'actes, per tal de poder respondre a la seva evolució d'un diari de paper tradicional cap a un mitjà de comunicació multimèdia.

## Seccions i suplements
L'estructura, l'ordre i el disseny del diari fusionat és com l'anterior a la fusió, però s'hi va incloure una secció d'esports anomenada «El9», en substitució de l'anterior suplement El 9 Esportiu, que des de l'agost de 2011 es ven al quiosc com a diari independent. Des del 12 d'agost de 2013 El 9 Esportiu també es ven juntament amb El Punt Avui cada dia, pel mateix preu. D'aquesta manera, El Punt Avui esdevenia l'únic rotatiu que oferia cada dia dos diaris: un d'informació general i un altre d'esportiu.
El diari també es complementa amb el setmanari Presència els diumenges, el suplement Cultura cada divendres, i L'Econòmic, el setmanari d'informació econòmica i d'empresa, cada dissabte. I l'últim diumenge de mes, Barçakids, revista adreçada a la mainada d'entre 3 i 12 anys.

## Catalunya vol viure en llibertat
Catalunya vol viure en llibertat és una festa de caràcter anual celebrada a Girona per reivindicar la llibertat de Catalunya i organitzada pel diari El Punt Avui. L'edició del 2012 tingué lloc el 29 de juliol de 2012 al parc de la Devesa de Girona, per tal de recordar la primera Diada Nacional de Catalunya que s'havia celebrat 35 anys abans a la capital gironina. Comptà amb un públic nombrós que es calcula que va aplegar més de 15.000 persones. Amenitzaven l'esdeveniment unes 34 formacions musicals (com ara els Brams o La Principal de la Bisbal) i el recinte comptava amb 37 parades i un parc infantil. Entre els participants més notables que participaren en aquesta diada hi hagué Núria Feliu i el portaveu del govern, Francesc Homs i Molist.